# Palerme (film)
Pour les articles homonymes, voir Palerme (homonymie).
Pour plus de détails, voir Fiche technique et Distribution.
Palerme (Via Castellana Bandiera) est un film italien réalisé par Emma Dante, sorti en 2013. Il est tiré de son roman homonyme publié par Rizzoli en 2008.

## Synopsis
Un dimanche après-midi d'été, Via Castellana Bandiera, petite rue étroite de Palerme, deux voitures venant chacune de la direction opposée se retrouvent face à face. Rosa et Clara sont dans le premier véhicule, et se rendent au mariage d'une amie. À bord de la seconde automobile se trouvent Samira et Saro Calafiore. Ni l'une ni l'autre n'accepte de céder le passage en premier à la voiture d'en face. S'ensuit un duel entre les deux groupes de femmes.

## Fiche technique
- Titre français : Palerme
- Titre original : Via Castellana Bandiera
- Réalisation : Emma Dante
- Scénario : Licia Eminenti, Emma Dante et Giorgio Vasta
- Photographie : Gherardo Gossi
- Production : Mario Gianani, Gregorio Paonessa
- SOFICA : Cofinova 9
- Pays d'origine :  Italie
- Genre : comédie dramatique
- Durée : 92 minutes (1 h 32)
- Date de sortie :
  -  Italie : 29 août 2013 (Mostra de Venise) / 19 septembre 2013 (sortie nationale)

## Distribution
- Emma Dante : Rosa
- Alba Rohrwacher : Clara
- Elena Cotta : Samira
- Renato Malfatti : Saro Calafiore
- Dario Casarolo : Nicolò
- Carmine Maringola : Filippo Mangiapane

### Récompenses
- Mostra de Venise 2013, Prix Lina Mangiacapre
- Mostra de Venise 2013 : Coupe Volpi de la meilleure actrice pour Elena Cotta